# Eparchia wołyńska (Patriarchat Moskiewski)

Eparchia wołyńska na tle podziału administracyjnego UKP PM

Eparchia wołyńska – jedna z eparchii Ukraińskiego Kościoła Prawosławnego Patriarchatu Moskiewskiego. Jej ordynariuszem jest biskup (od 2019 r. arcybiskup) łucki i wołyński Nataniel (Krykota). Od 1992 funkcję soboru pełni cerkiew Opieki Matki Bożej w Łucku.

## Historia
Eparchia wołyńska jest kontynuatorką tradycji eparchii łucko-ostrogskiej, powstałej najpóźniej w 1288. W 1596 stojący na jej czele biskup Cyryl Terlecki podpisał akt unii brzeskiej. W 1625, po reorganizacji struktur Kościoła unickiego w Rzeczypospolitej eparchie łucko-ostrogska i włodzimierska zostały połączone, dając początek eparchii wołyńskiej. Od 1625 na jej terytorium działała równolegle eparchia prawosławna. W latach 1712–1795 pozostawała ona jednak bez zwierzchnika. W wymienionym roku, po III rozbiorze Polski, władze rosyjskie skierowały do eparchii biskupa Warłaama (Szyszackiego). Znaczny wzrost liczby cerkwi i wiernych struktury został odnotowany po likwidacji Kościoła unickiego w zaborze rosyjskim po 1839. Eparchia obejmowała obszar całego Królestwa Polskiego do wyodrębnienia z niej eparchii warszawskiej i nowogieorgijewskiej. Na początku XX wieku w ramach eparchii wołyńskiej działało ok. dwóch tysięcy cerkwi.
Na skutek zmian granicznych ustalonych przez traktat ryski w niepodległej Polsce znalazła się znaczna część eparchii wołyńskiej, która od tej pory jako diecezja wołyńska pozostawała pod zarządem Kościoła prawosławnego w Polsce, od 1924 autokefalicznego. 
18 sierpnia 1941 duchowieństwo tejże diecezji postanowiło zwrócić się do Rosyjskiego Kościoła Prawosławnego o przyjęcie w jego jurysdykcję, wbrew stanowisku metropolity warszawskiego i całej Polski Dionizego (Waledyńskiego). W rezultacie konfliktu między hierarchami PAKP na Wołyniu zaczęły działać dwie zwalczające się wspólnoty: Ukraiński Autonomiczny Kościół Prawosławny uznawany przez Patriarchat Moskiewski, oraz niekanoniczny Ukraiński Autokefaliczny Kościół Prawosławny. Stojący na czele tego pierwszego metropolita Aleksy zginął w maju 1943 w zasadzce w Smydze, o której zainspirowanie podejrzewany był lider autokefalistów, metropolita Polikarp (Sikorski). Ten ostatni w 1944 wyjechał z Łucka i udał się na emigrację. Na przyłączonym do ZSRR Wołyniu przywrócona została kanoniczna zależność od Patriarchatu Moskiewskiego. Pierwszym biskupem wołyńskim w nowej rzeczywistości politycznej został biskup Pitirim (Swiridow). W 1945 eparchia została przemianowana na wołyńsko-rówieńską z zachowaniem katedry biskupiej w Łucku. Soborem katedralnym pozostawał sobór Świętej Trójcy w Łucku. Między rokiem 1960 a 1980 szereg cerkwi eparchii zostało zamkniętych z polecenia władz radzieckich, zlikwidowano również wszystkie podległe jej klasztory, zaś w 1964 seminarium duchowne w Łucku. Sytuacja ta zmieniła się dopiero po odzyskaniu przez Ukrainę niepodległości.
W 1990 eparchia wołyńsko-rówieńska została rozdzielona na dwie: rówieńską i wołyńską, której granice pokrywały się z granicami obwodu wołyńskiego. W 1991 eparchia liczyła 431 parafii, na nowo prowadziła seminarium duchowne oraz dzieliła się na 16 dekanatów. W 1992, po ogłoszeniu autokefalii przez niekanoniczny Ukraiński Kościół Prawosławny Patriarchatu Kijowskiego, w Łucku doszło do konfliktu między wiernymi wspierającymi autokefalię oraz tymi, którzy pragnęli pozostać w jurysdykcji Patriarchatu Moskiewskiego. 12 sierpnia 1992 władze miejskie przekazały Patriarchatowi Kijowskiemu sobór Trójcy Świętej w Łucku oraz seminarium duchowne. W związku z tym biskup wołyński Bartłomiej (Waszczuk) poprosił o przeniesienie na inną katedrę, na jego miejsce Synod Kościoła skierował biskupa chmielnickiego i kamieniecko-podolskiego Nifonta (Sołoduchę). Soborem eparchialnym stała się jedyna cerkiew w Łucku, która pozostała w rękach zwolenników Patriarchatu Moskiewskiego – cerkiew Opieki Matki Bożej.
W 1996 Święty Synod Ukraińskiego Kościoła Prawosławnego Patriarchatu Moskiewskiego podjął decyzję o podziale eparchii wołyńskiej na łucko-berestecką i włodzimiersko-wołyńską. 27 lipca tego samego roku decyzja ta została częściowo zmieniona – zachowano postanowienie o podziale jednostki, jednak eparchii łucko-beresteckiej pozostawiono tradycyjną nazwę wołyńska.

### Biskupi[6]
- Warłaam (Szyszacki), 1795–1805
- Daniel (Natton-Michajłowski), 1806–1813
- Stefan (Romanowski), 1813–1828
- Ambroży (Moriew), 1828–1832
- Innocenty (Sielnokrinow-Korowin), 1832–1840
- Nikanor (Klemientjewski), 1840–1843
- Antoni (Pawlinski), 1860–1862
- Agatangel (Sołowjow), 1866–1877
- Dymitr (Murietow), 1876–1882
- Tichon (Pokrowski), 1882–1885
- Palladiusz (Gankiewicz), 1885–1889
- Modest (Strilbyćkyj), 1889–1902
- Antoni (Chrapowicki), 1902–1914
- Eulogiusz (Gieorgijewski), 1914–1919
- Tadeusz (Uspienski), 1919–1922, locum tenens
- Awerkiusz (Kiedrow), 1922–1929, według innego źródła 1922–1930[7]
- Maksym (Rubierowski), 1929–1934, według innego źródła był tylko locum tenens w latach 1924–1925[7]
- Filaret (Linczewski), 1934–1937
- Mikołaj (Jaruszewicz), 1940–1941
- Mikołaj (Czufarowski), 1944–1946
- Warłaam (Borisewicz), 1946–1948
- Pankracy (Kaszperuk), 1948–1952
- Palladiusz (Kaminski), 1952–1956
- Pankracy (Kaszperuk), 1956–1962
- Metody (Menzak), 1962–1964
- Leoncjusz (Gudimow), 1964–1965
- Damian (Marczuk), 1965–1986
- Warłaam (Iljuszenko), 1986–1990
- Bartłomiej (Waszczuk), 1990–1992
- Nifont (Sołoducha), 1992–2016[8]
- Nataniel (Krykota), od 2016[8]

### Dekanaty
- berestecki
- horochowski
- kamieńsko-koszyrski
- kiwerecki
- kołkowski
- łokaczewski
- łucki
- liczynowski
- lubieszowski
- maniewicki
- marianowski
- rożyszczeński

### Monastery
- Monaster Podwyższenia Krzyża Pańskiego w Czartorysku, męski
- Monaster Spotkania Pańskiego w Michnówce, żeński
- Monaster Świętej Trójcy w Starosielu, żeński